# Chilabothrus exsul
Chilabothrus exsul är en ormart som beskrevs av Netting och Goin 1944. Chilabothrus exsul ingår i släktet Chilabothrus och familjen Boidae. Inga underarter finns listade i Catalogue of Life.
Arten förekommer på Bahamas. Honor lägger inga ägg utan föder levande ungar.